# Amtsgericht Scheßlitz
Das Amtsgericht Scheßlitz war ein von 1879 bis 1932 bestehendes bayerisches Gericht der ordentlichen Gerichtsbarkeit mit Sitz in der Stadt Scheßlitz.

## Geschichte
Anlässlich der Einführung des Gerichtsverfassungsgesetzes am 1. Oktober 1879 kam es zur Errichtung eines Amtsgerichts in Scheßlitz, dessen Sprengel deckungsgleich mit dem vorhergehenden Landgerichtsbezirk Scheßlitz war und folglich die damaligen Gemeinden Bojendorf, Breitengüßbach, Burgellern, Burglesau, Demmelsdorf, Dörrnwasserlos, Drosendorf, Ehrl, Gräfenhäusling, Herzogenreuth, Hohengüßbach, Hohenhäusling, Kemmern, Kirchschletten, Kremmeldorf, Lauf, Ludwag, Merkendorf, Neudorf, Oberoberndorf, Peulendorf, Roschlaub, Sassendorf, Schederndorf, Scheßlitz, Schweisdorf, Stadelhofen, Steinfeld, Straßgiech, Stübig, Tiefenellern, Unteroberndorf, Wattendorf, Weichenwasserlos, Wiesengiech, Windischletten, Wölkendorf, Würgau, Zeckendorf und Zückshut beinhaltete. Übergeordnete Instanz war das Landgericht Bamberg.
Am 1. April 1926 wurden Breitengüßbach, Kemmern und Unteroberndorf dem Amtsgerichtsbezirk Bamberg zugeteilt.
Mit Wirkung vom 1. Januar 1932 wurde das Amtsgericht Scheßlitz aufgehoben und dessen gesamter Bezirk mit Ausnahme der an das Amtsgericht Staffelstein abgegebenen Gemeinde Lauf dem Amtsgericht Bamberg zugewiesen.